# Jacob de Kempenaer

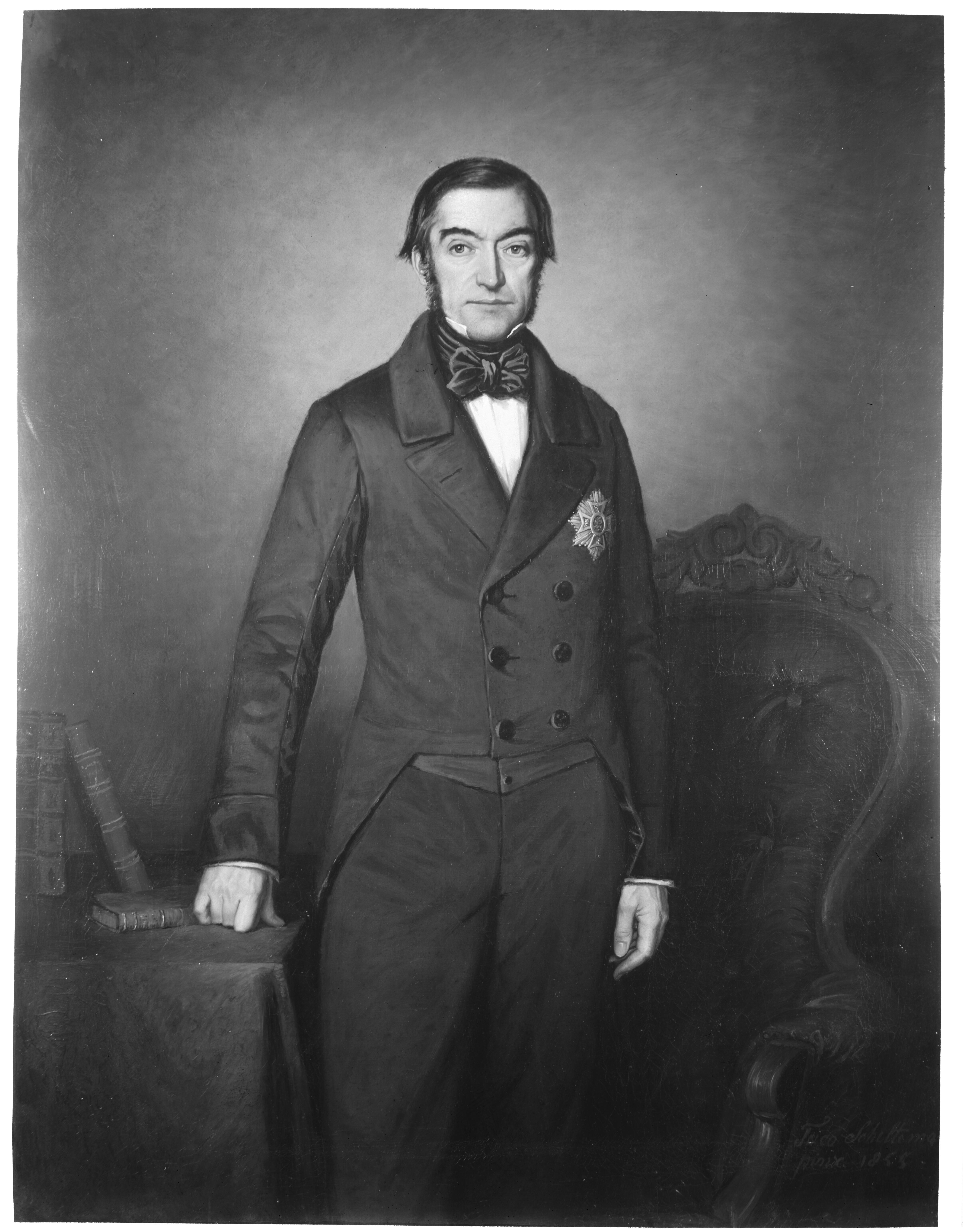
J.M. de Kempenaer

Jacobus Mattheüs de Kempenaer (* 6. Juli 1793 in Amsterdam; † 12. Februar 1870 in Arnheim) war ein liberaler, später konservativer niederländischer Politiker und 1848–1849 Vorsitzender des Ministerrates.
Nach dem Besuch der Lateinschule und des Atheneum Illustre in Amsterdam studierte de Kempenaer Rechtswissenschaften in Leiden und arbeitete danach als Rechtsanwalt in Arnheim. 1813 und 1815 war er Freiwilliger während der Befreiungskriege. Ab 1840 war er Abgeordneter des Parlaments (Tweede Kamer) und gehörte zu den neun Politikern, die die Initiative für ein neues Grundgesetz ergriffen. 1848 war de Kempenaer Mitglied der Grundgesetz-Kommission unter Johan Rudolf Thorbecke und spielte als Innenminister eine wichtige Rolle beim Zustandekommen der Reformen. Nach dem Rücktritt von Dirk Donker Curtius im Mai 1849 wurde er Kabinettschef im Ministerrat. 1849 kam es zum Bruch mit Thorbecke, weil de Kempenaer eine strikte Trennung von Kirche und Staat ablehnte, an der Staatsschule festhielt und dem Parlament weiterhin Einfluss auf die Kolonien zubilligte. Im September 1849 sprach die Zweite Kammer der Generalstaaten dem Kabinett de Kempenaer daraufhin das Misstrauen aus.
| Personendaten    | Personendaten                                       |
| ---------------- | --------------------------------------------------- |
| NAME             | Kempenaer, Jacob de                                 |
| ALTERNATIVNAMEN  | Kempenaer, Jacobus Mattheüs de (vollständiger Name) |
| KURZBESCHREIBUNG | niederländischer Staatsmann                         |
| GEBURTSDATUM     | 6. Juli 1793                                        |
| GEBURTSORT       | Amsterdam                                           |
| STERBEDATUM      | 12. Februar 1870                                    |
| STERBEORT        | Arnheim                                             |